# CABM
CABM（Code Afflatus & Beyond Matter）是一个融合先进AI技术的沉浸式对话应用，用户可以与AI角色进行深度互动，体验类似视觉小说的情感化叙事。该项目为 GitHub开源项目，目前处于开发阶段。

## 功能
1. 与AI模型进行自然对话，流式输出
2. 多角色系统，可切换不同的AI角色
3. 动态生成背景图片，提供沉浸式体验
4. 角色立绘动态显示，增强视觉效果
5. 语音合成，多模态输出
6. 对话历史记录查看
7. 响应式设计，适配不同设备

## 你知道吗
1. CABM 的全称 Code Afflatus & Beyond Matter 的意义是：当灵性注入载体，它便挣脱物质躯壳，抵达超验之境。

1. ↑  xhc2008, , 2025-08-20  [2025-08-20]
2. ↑  . leletxh.github.io.   [2025-08-20].